# Merrillville
Merrillville – miasto w Stanach Zjednoczonych, w stanie Indiana, w hrabstwie Lake.